# 圣艾蒂安公社

呼吁圣艾蒂安民众冷静的海报

圣艾蒂安公社（法語：Commune de Saint-Étienne）是1871年3月24日—28日在法国圣艾蒂安建立的起义公社。
1870年9月，克里斯托夫·贝托隆领导的共和中央委员会在圣艾蒂安弗吉尼亚街成立。但是，当地的很多共和派人士不支持共和中央委员会，而是另组共和联盟，并对事态保持冷漠。共和中央委员会呼吁市政当局辞职并建立基于直接民主的新型市政权力机构，还出版日报《公社》。
1871年3月23日，在获悉里昂公社成立后，圣艾蒂安的民众代表要求市议会辞职。圣艾蒂安市议会承诺很快将举行新的选举，但拒绝宣布成立圣艾蒂安公社并继续保留权力。
3月24日晚上10点左右，起义者闯入市政府和县政府所在的市政厅，俘获圣艾蒂安市长和国民自卫军的非共和派军官。起义者举起红旗，宣布成立圣艾蒂安公社。
3月25日早上，圣艾蒂安市长被迫同意组织一次有利于公社的公民投票，起义者随后撤离市政厅。但省长亨利·德·莱斯佩召集国民自卫军并命令他们保护市政厅，导致起义者俘虏省长并占领车站、电报站以及武器和火药储备处等战略要地，并任命新官员。晚上9点左右，不明枪声响起，省长亨利·德·莱斯佩和一名忠于他的卫兵被杀。由于圣艾蒂安市民不适应先前发生的暴力行为，在接下来的几天里，没有再发生大规模集会。
随后，共和中央委员会宣布成立革命委员会，但此时起义者已失去民众的支持，其声明无法生效。3月28日，圣艾蒂安公社不战而降，城市的控制权落入当局手中。
圣艾蒂安公社的100多名参与者被逮捕，并于1871年12月5日全部接受审判。其中，数十人将被判处驱逐出境或监禁。时任市卫队督察米歇尔·朗代在同一次审判中被判处五年监禁，尽管他属于与起义无关的共和联盟。